# Іскателей
Іска́телей (ненец. Искателей, рос. Искателей — «Шукачів») — робітниче селище в Росії, адміністративний центр Заполярного району Ненецького автономного округу.
Розташоване за 4 км нижче по річці Печора від Нарьян-Мара. На схід від селища знаходяться озера Солдатське і Сазоновське.

## Історія
Селище Іскателей на території Ненецького автономного округу утворилося як база геологічних організацій. 1 квітня 1968 року утворена Нафтогаз-розвідувальна експедиція глибокого буріння № 5 тресту «Войвожнефтегазрозвідка» Ухтинського територіального геологічного управління (Наказ № 1 від 08.04.1968 року).
Назву Іскателей селище отримало 20 березня 1974 р.

## Економіка
У селищі розташовані кілька підприємств нафтогазового сектора.